# Silkeborg Skøjteløberforening af 1896
Silkeborg Skøjteløberforening af 1896 er en dansk ishockey- og skøjteklub, der hører hjemme i Silkeborg Skøjtehal. Klubben blev stiftet i 1896 og er dermed Danmarks næstældste skøjteklub, kun overgået af Kjøbenhavns Skøjteløberforening fra 1869. Klubben har afdelinger for ishockey, kunstskøjteløb og short track.

## Ishockey
Ishockey på organiseret plan blev startet i januar 1947 under den daværende formand, Helge Lund Christiansen. Frem til 1960 vandt SSF samtlige seks jyske mesterskaber, der blev afholdt: 1948, 1954, 1955, 1956, 1959, 1960. I de mellemliggende år blev mesterskabet ikke afgjort, eftersom der udelukkende blev spillet på naturis, og vejrliget ikke tillod dette. Den største konkurrent på den tid var IK Horsens. Som jysk mester kvalificerede klubben sig til de tre første danmarksmesterskaber i ishockey, der blev afgjort i playoff-kampe mellem den jyske mester og de to sjællandske hold, Rungsted IK og KSF. I 1955 tabte Silkeborg stort i kampene mod Rungsted IK og KSF og måtte derfor nøjes med bronzemedaljerne. I 1956 kunne SSF ikke komme frem til DM-turneringen i København, da klubben ikke kunne krydse Storebælt pga. den hårde vinter, og i 1960 tabte klubben stort til Rungsted i en kamp, der både gjaldt "provinsmesterskabet" og kvalifikationen til finalen mod KSF.
I sæsonen 1960-61 startede den første landsdækkende danske liga med fire hold: KSF, Rungsted IK, Esbjerg SK og Silkeborg SF. Sidstnævnte tabte alle sine seks kampe med en samlet målscore på 6−112. Det blev indtil videre SSF's sidste sæson i den bedste række. De dårlige resultater skyldtes til dels, at de første kunstisbaner blev bygget omkring 1960 i Esbjerg, København, Gladsaxe og Rødovre, hvilket gav de andre klubber en stor fordel mht. træning, idet man i Silkeborg fortsat kun kunne træne på naturis, når vejret tillod det. I løbet af 1960'erne kom der flere kunstfrosne isbaner rundt omkring i landet, bl.a. i Vojens, Aarhus og Herning. I Silkeborg var man fra starten godt klar over behovet for en kunstisbane i byen, hvis man skulle holde trit med konkurrenterne. Og der blev fra klubbens side arbejdet hårdt – men forgæves – på, at få overbevist bystyret om fordelene ved en kunstisbane. Dette betød, at klubben, der i over et årti havde været klart førende i Jylland, måtte nøjes med at spille i 2. division frem til 1975 og derefter i rækkerne under den andenbedste række. Men i modsætning til andre tidlige ishockeyklubber fra bl.a. Horsens og Viborg, der lukkede ned efter mange års forgæves kamp for en kunstisbane, lykkedes det for SSF at fortsætte med ishockeyen, indtil Silkeborg Skøjtehal blev åbnet den 1. september 2007. Ved åbningen blev snoren klippet af den dengang knapt 98-årige, forhenværende formand for klubben, Helge Lund Christiansen.
I 2016 begyndte Silkeborg Skøjteløberforening at samarbejde om udveksling af ishockeyspillere med IK Aarhus, og i januar 2016 offentliggjorde de to klubber deres intention om at danne en fælles østjysk eliteoverbygning. Overbygningen blev etableret i juni 2016 under navnet Jutland Vikings, der overtog IK Aarhus' plads i 1. division i ishockey fra sæsonen 2016-17.
I 2017-18 vandt klubbens kvindehold for første gang DM-medaljer, da holdet sluttede på tredjepladsen og dermed sikrede sig bronzemedaljer.

### Nationale resultater
DM i ishockey for mænd
- Guld (0).
- Sølv (0).
- Bronze (2): 1954-55, 1959-60.

DM i ishockey for kvinder
- Guld (0).
- Sølv (0).
- Bronze (1): 2017-18.

### Regionale resultater
Jysk mesterskab
- Guld (6): 1947-48, 1953-54, 1954-55, 1955-56, 1958-59, 1959-60.